# فريق الإطفاء الناري
فريق الإطفاء الناري (باليابانية: 炎炎ノ消防隊، بالروماجي: En'en no Shōbōtai) (بالإنجليزية: Fire Force)‏ هي سلسلة مانغا شونن يابانية من تأليف أتسوشي أوكوبو. تم نشرها بواسطة كودانشا في مجلة شونن الأسبوعية منذ 23 سبتمبر عام 2015، مع تجميع الفصول في واحد وعشرين مجلدًا من مجلدات تانكوبون اعتبارًا من ديسمبر 2019. أنتجت إلى مسلسل أنمي ياباني تلفزيوني من قبل استوديو ديفيد برودكشن، عُرض الموسم الأول في عام 2019. وعُرض الموسم الثاني في عام 2020. وعُرض الموسم الثالث في عام 2025.

## وصلات خارجية
- فريق الإطفاء الناري على موقع ANN manga (الإنجليزية)